# Oleta i Èvol

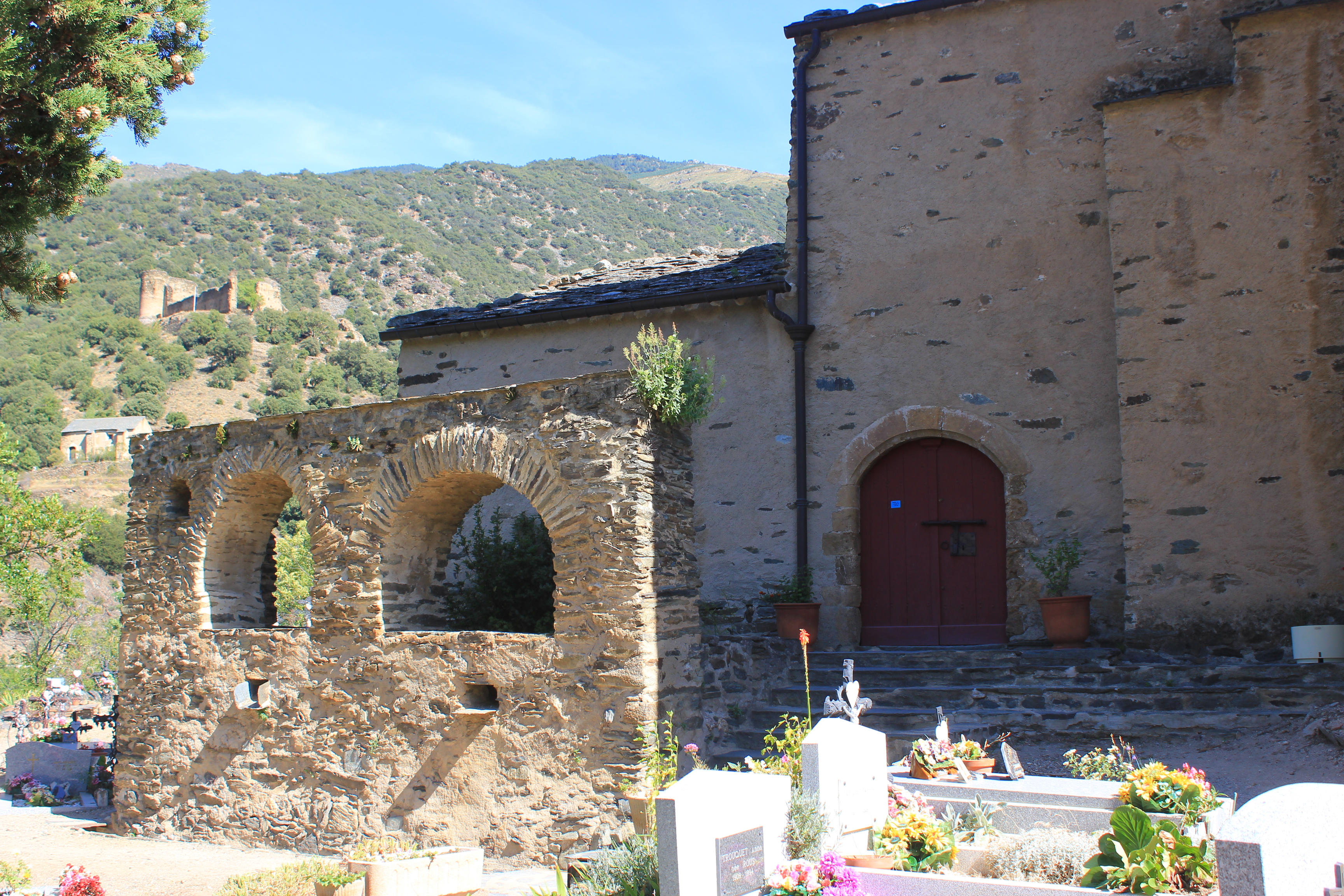
Ruïnes del comunidor de la capella de Sant Andreu, Èvol

Oleta i Èvol ([u'letə'jeβul], en francès i oficialment Olette-et-Évol o Olette) és una comuna de la comarca del Conflent, a la Catalunya del Nord.
La dita diu: Oleta, llarga i estreta, La veta d'Oleta és llarga i estreta o A Oleta hi cal arribar abans d'onze hores, A Oleta van de bragueta i A Èvol, caragols. Jordi Pere Cerdà escrigué que Oleta té Un ull que plora, un ull que riu (joc de mots sobre el terme' riu', puix que part deçà hi passa la Tet).
La comuna es va formar el 1827 per la integració en l'antiga comuna d'Oleta de la d'Èvol. Actualment, a més del poble d'Oleta, comprèn també els pobles d'Èvol i de Tuïr d'Èvol, el Castell d'Èvol i la Bastida d'Oleta. Recentment, s'ha construït també dins el terme, la central d'Oleta, que aprofita l'aigua del riu Tet i és la més important fàbrica d'electricitat del Conflent.
A Oleta, sant Antoni era invocat per a combatre les bruixes, hom li ofrenava peus de porc i cantava: Sant Antoni del porquet/a les velles fa ganyotes/i a les velles fa l'ullet

## Etimologia
L'etimologia d'Oleta i Èvol està descrita en l'article corresponent a cada poble.

## Geografia

### Localització i característiques generals del terme

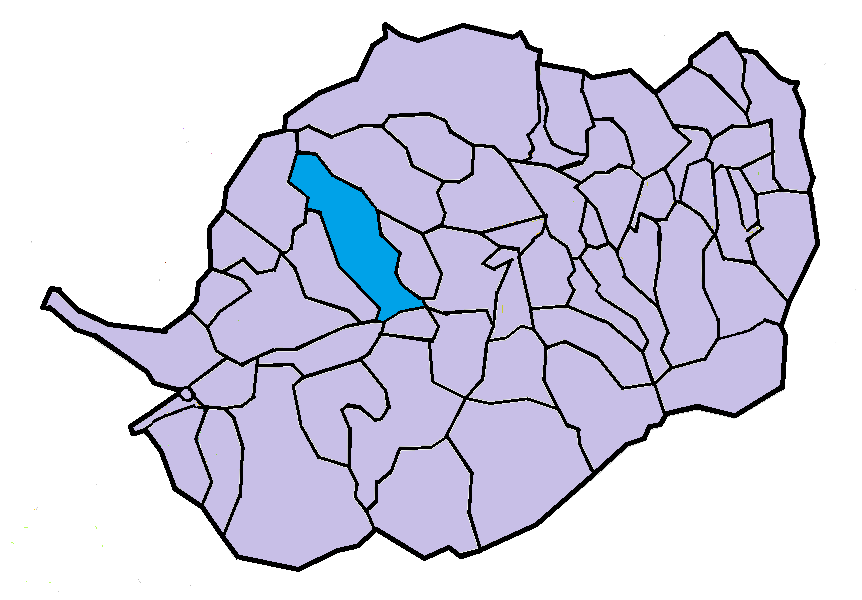
Situació de la comuna de Jújols en el Conflent

El terme comunal d'Oleta i Èvol, de 2.895 hectàrees d'extensió, és situat a l'esquerra de la Tet, llevat de dos petits sectors a la dreta, un just al sud-est del poble d'Oleta, i l'altre a l'extrem sud-est del terme, on hi ha la Bastida d'Oleta. És al nord-oest del centre de la comarca, a les Garrotxes de Conflent.
És un terme allargassat de nord-oest a sud-est, format bàsicament per la vall de la Ribera d'Èvol des del seu naixement en el circ de muntanyes on hi ha el Gorg Negre, un dels tres estanys cantats per Jacint Verdaguer en el Cant XII del seu poema Canigó fins a la seva desembocadura en la Tet. L'extrem nord-oest del terme actual d'Oleta i Èvol, que corresponia a una part de l'antiga comuna d'Èvol, és un circ format per muntanyes prou altes: Puig d'Escotó, de 2.292 m alt, al sud, per la Serra de la Pelada cap al Puig de la Pelada, de 2.370, al sud-oest, després cap al Puig de Passaduc, de 2.321,2, a l'oest, cap al Roc del Clot dels Gorgs, de 2.351,3, al nord-oest, cap a la Collada del Gorg Negre, de 2.143,8, i el Pic de la Creu, de 2.164,7, al nord-est tots dos, després per la Serra de la Font de Mills, cap al Coll de Portus, de 1.739,1. Al centre d'aquest circ de muntanyes es troba el Gorg Negre, ja esmentat. La sortida d'aquesta vall de muntanya, al sud-est, és la Molina, antic molí, on actualment hi ha un refugi de muntanya, a 1.545 m alt. Totes aquestes muntanyes formen part dels vessants meridionals del massís del Madres.
A partir de la Molina comença la vall mitjana de la Ribera d'Èvol, que discorre entre les carenes de muntanyes que davallen de les muntanyes esmentades. A ponent, al límit amb Censà és el pendís que davalla cap al sud des del Puig d'Escotó. Després ja al límit amb Orellà, el termenal ja no és exactament la carena que marca el límit de la vall de la Ribera d'Èvol, ja que no segueix de forma tan precisa el límit geogràfic natural, sinó que va davallant pel vessant de llevant de la carena de muntanyes. Així, va baixant progressivament des dels 2.292 del Puig d'Escotó fins als 611,5 a prop del Pont de Cerdanya, a l'extrem occidental de la població d'Oleta. Quan aquest termenal arriba al Pont de Cerdanya, el terme d'Oleta i Èvol forma una mena d'apèndix cap al sud-oest, pel qual discorren la carretera general i el traçat del ferrocarril, i on hi ha l'arrencament de les carreteres d'Èvol i Orellà d'una banda, i de Marians i Soanyes de l'altra.
Pel costat de llevant, el termenal entre Oleta i Èvol i Noedes sí que segueix clarament una carena, l'existent entre el Coll de Portús, ja esmentat, i el Mont Coronat, de 2.170 m alt. En aquesta muntanya comença el termenal amb Jújols, des d'on davalla cap al sud, lleugerament decantat al sud-est, aquest termenal no segueix clarament cap carena, sinó que alternen les petites valls que van travessant amb carenes que només travessa. La línia termenal s'adreça al Roc de Cantallops, de 1.844 m alt, el Roc de les Malleres, de 1.616,7, el Pla de la Roca, de 1,353,4 i davalla fins a tocar la carretera general, travessa la Tet, cap als 560 m alt, i forma una mena de bossa a la riba dreta del riu on es troba la Bastida d'Oleta. El riu Tet és, en la seva major part, el límit meridional de la comuna. El punt més baix del terme és la llera de la Tet, al límit amb Serdinyà, entre Riells i la Bastida d'Oleta, a 558 m alt.
Termes municipals limítrofs:
| Censà                           |         | Noedes   |
| Orellà                          |         | Jújols   |
| Aiguatèbia i Talau / Canavelles | Soanyes | Serdinyà |

### Antic terme d'Oleta
L'antiga comuna d'Oleta migpartia longitudinalment de nord-oest a sud-est el terme conjunt actual, seguint en molts trams la Ribera d'Èvol com a antiga partió entre les dues comunes. Únicament a l'extrem sud de la comuna actual el d'Oleta ocupava tot el territori de la comuna actual.

#### Oleta

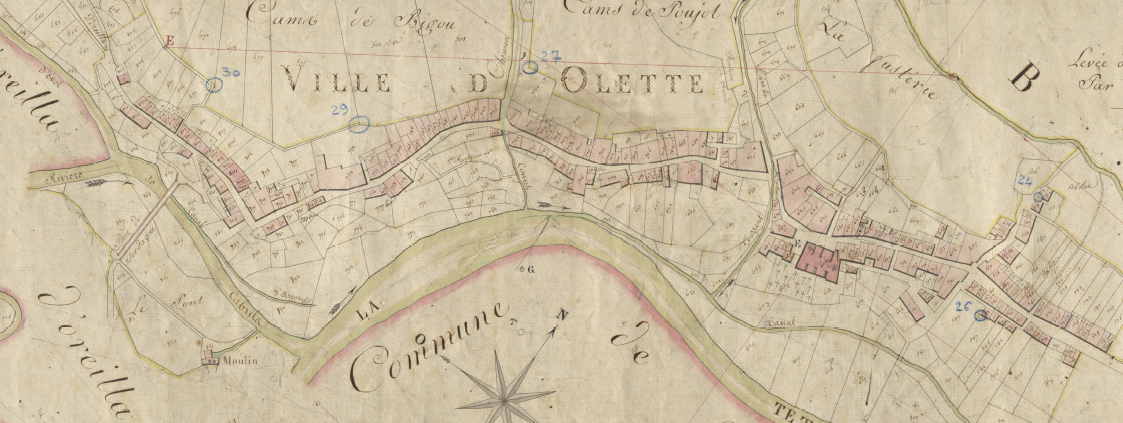
Oleta en el Cadastre napoleònic del 1812 (Arxius Departamentals dels Pirineus Orientals, ADPO)

El poble d'Oleta és a l'esquerra del riu Tet, a la confluència amb la Ribera d'Èvol i la Ribera de Cabrils. És un dels pobles més vitals en aquesta zona de la comarca; fins ben recentment havia estat capital de cantó. És un poble allargassat a la vora de la carretera N - 116, que correspon a l'antiga Via Confluentana. Disposa d'una estació ferroviària del Tren Groc. L'església parroquial és dedicada a Sant Andreu (nova advocació canviada en traslladar-hi la categoria de parroquial, que anteriorment era a Sant Andreu d'Èvol; l'advocació anterior era a Santa Maria).
Els seus habitants s'anomenen aulets, oletins o de vegades oletencs, però el sobrenom pel qual són coneguts és el de menjacebes.

#### La Bastida d'Oleta

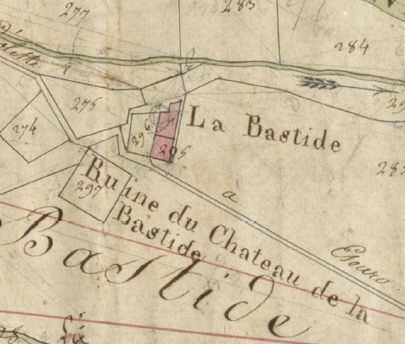
La Bastida d'Oleta en el Cadastre napoleònic del 1812 (ADPO)

A la dreta de la Tet, a l'extrem oriental del terme comunal, es trobaven l'antiga Bastida d'Oleta i el veïnat homònim, amb la fàbrica d'espat fluor Comifluor, que treballava amb el material procedent de la fluorita obtinguda a la mina a cel obert d'Escaró, per a la fabricació d'alumini; avui dia tant la fàbrica com el veïnat estan desmantellats. Es correspon amb una fortalesa que es construí com a residència per als vescomtes d'Èvol el segle xv, i de la qual es conserven importants restes.
La Bastida tenia una planta quadrada, semblant a la del Castell d'Èvol, amb quatre torres circulars als angles; es conserven, sobretot, les dues torres septentrionals. Al nord, travessant la Tet, hi ha encara avui dia el pont. Hi havia hagut la capella de Sant Joan Baptista de la Bastida d'Oleta, per a la qual fou pintat vers 1420 el retaule del Mestre del Rosselló que es conserva actualment a Sant Andreu d'Èvol.

#### El Veïnat de la Poma

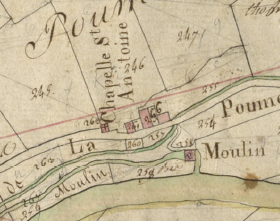
La Poma en el Cadastre napoleònic del 1812 (ADPO)

L'antic veïnat de la Poma, o Casa Delfau, es trobava al nord de la carretera general, a la riba esquerra del riu Tet, aigua avall d'Oleta i prop de la Bastida.
Ha romàs com un veïnat dispers, sense nucli de població agrupat. Hi ha la petita capella de Sant Antoni Abat de la Poma. El seu origen fou una cabana o cabanassa, hostal de camí (la Cabana de Pere Joan, 1425). A partir de l'any 1632 consta ja com a la Poma.

### Antic terme d'Èvol

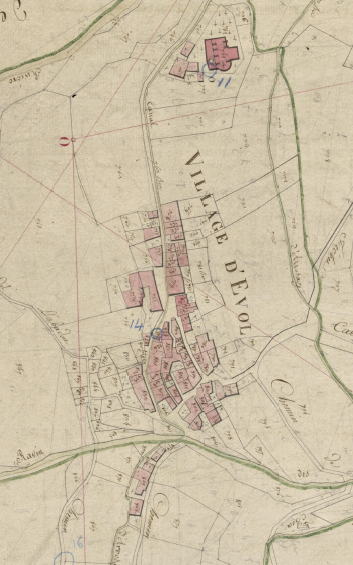
Èvol en el Cadastre napoleònic del 1812 (ADPO)

Majoritàriament, aquest antic terme era a la dreta de la Ribera d'Èvol, afluent de la Tet, a les Garrotxes del Conflent.

#### Èvol
El poble d'Èvol està situat a la riba esquerra de la Ribera d'Èvol, aigua amunt del riu, respecte d'on és Oleta i al sud i als peus del Castell d'Èvol i de la capella de Sant Esteve. Antigament era el poble més important de l'actual terme comunal, amb la seu del Vescomtat d'Èvol i la parroquialitat de la seva església de Sant Andreu, de la qual depenia com a sufragània la de Sant Andreu d'Oleta, antigament de Santa Maria.

#### Tuïr d'Èvol

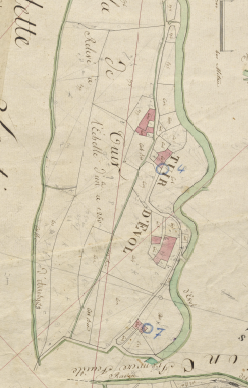
Tuïr d'Èvol, sector nord, en el Cadastre napoleònic del 1812 (ADPO)

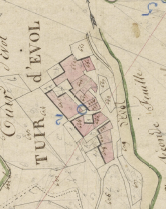
Tuïr d'Èvol, sector sud, en el Cadastre napoleònic del 1812 (ADPO)

A la vora d'aquest riu, a prop i una mica més aigua amunt, trobem també el llogaret de Tuïr d'Èvol, dividit en dos nuclis separats un centenar de metres, malgrat el fet de ser un poble petit. No ha tingut mai església pròpia, ja que la seva parròquia era la de Sant Andreu d'Èvol.

### El Castell dels Moros
Al nord del terme, en el vessant sud-oriental del Puig d'Escotó, i a la dreta de la Ribera d'Èvol, hi ha unes roques escarpades, anomenades Castell dels Moros, que contenen restes d'una fortificació que caldria estudiar en profunditat.

### Els masos del terme
En el terme d'Oleta i Èvol no hi ha hàbitat dispers, ni masos fora dels nuclis de població, fora dels molins d'Èvol, d'en Delfau, d'en Romeu i la Molina. El que sí que hi existeix és un bon nombre de construccions aïllades relacionades amb la vida de bosc, muntanya i pastoreig: barraques, cabanes i cortals, sobretot. Així, s'hi poden trobar la Barraca d'en Labeda, la d'en Truquet i la d'en Sidós, la Cabana del Vaquer, la Casa Forestal de les Comelles, i els cortals dels Prats del Ferrador, de Bià, del Baltasar (dos), del Barzet (dos), de l'Esquiu (dos, un d'ells abans anomenat del Xiorre), del Foguetó (dos, un també anomenat d'en Foguet), del Pintat (dos, un també anomenat d'en Truquet), del Ploraire (dos), del Porret, o d'en Sidós, del Puçó, del Pujol (dos), del Reganet (dos, un també anomenat del Mas), del Ros (quatre), del Rossiners, del Xiquet (dues), d'en Bigorra, d'en Blanc (dues, una també anomenada del Ploraire), d'en Bordó, o d'en Noguers, d'en Broc, d'en Brunet, d'en Cama (tres), d'en Camel, d'en Cristau, d'en Descalç (dues), el Cortal o Jaça d'en Fabra, dos cortals més d'en Fabra, dos d'en Jaulent, dos d'en Labeda, tres d'en Nadal, una d'elles també anomenada del Noguer, el Cortal d'en Paisan, el d'en Rigola, el d'en Sidós, tres cortals d'en Truquet, i el Cortal Llunyà, a part d'un cortal sense nom. També existeix un oratori, dedicat a la Mare de Déu del Còrrec, cinc ponts: Pont de Cerdanya, Pont de Font Llebeja, Pont de la Llosa, Pont de la Vernogadera, Pont de les Agulles i Pont d'Orellà i un Refugi de muntanya.

### Hidrònims

#### Cursos d'aigua
El curs d'aigua de referència per a Oleta i Èvol és la Tet, límit meridional de la comuna. La resta del terme és, quasi exclusivament, la vall de la Ribera d'Èvol. Aquest riu es forma al Gorg Negre, a l'extrem nord del terme, i davalla de primer cap al sud i, quan rep per la dreta la Llissa Rosta i la Font Grossa, al Cint del Pla de la Valleta, torç cap al sud-est. En poc tros rep per la dreta el Còrrec de les Molleres, que hi aporta la Llissa Grossa; després, sempre per la dreta, rep la Llissa del Roc i tot seguit la de la Font i la del Passant, totes en el Pla de Valleta. Més avall d'aquest pla, la Ribera d'Èvol passa per les Jaces de Morgó, on rep per la dreta la Llissa de la Font de les Dous. Arriba així a la Molina, un entic molí, passat el qual el riu gira cap al sud. Rep per l'esquerra el Comall de la Pinosa i el de Roca Roja, després per la dreta els comalls dels Pudents i de la Font de Bordol, i encara més tard per l'esquerra el Comall Llobí, amb el de Planell Llobí; després, pel mateix costat, el de Fontfreda. En aquest tram la Ribera d'Èvol, amb un traçat molt sinuós al llarg de tot el seu recorregut, ha emprès la direcció sud-oest, fins que rep per la dreta el Comall de les Paüles, i torna a girar cap al sud, a les Corts d'Avall. Hi arriba per l'esquerra el Comall de Llobià, i desprñes per la dreta el Comall de Llavanera, de llarg recorregut pels Prats del Ferrador, que aporta també el Comall de la Roqueta, el del Peiró, el de les Eiroles i el de Font Sabiola. Tots aquests torrents, així com tots els que venen a continuació per la dreta de la Ribera d'Èvol, es formen en el veí terme d'Orellà, però de seguida entren ja en el d'Oleta i Évol.
Continua aquest riu cap al sud, i aviat arriba a les envistes del Roc dels Moros, on hi ha restes d'un antic castell; traça un meandre tancat a l'entorn del roc, alhora que rep per la dreta el Comall del Carreret i per l'esquerra el de les Agulles. Passa un dels trams més sinuosos, pel Bac de l'Encantada, i posteriorment rep per la dreta el Comall dels Fraus, format pels comalls de Campilles, de la Torrella, del Frau del Moliner i de Font de Mill, i després per l'esquerra el Comall de Font Llebeja, amb el dels Barols aigua amunt. Després d'un parell de girades més, la Ribera d'Èvol rep per la dreta el Comall de Millar i, al cap d'un tram una mica llarg, a les envistes de Tuïr d'Èvol rep per l'esquerra el Comall de Ponç, de llarg recorregut, amb el Comall de Bones. Ja a l'extrem nord de Tuïr d'Èvol rep per la dreta el Comall de la Grevolosa, amb el de les Comes i el d'Aigua Roja. En el tram en què s'estén el poble de Tuïr d'Èvol rep encara per la dreta els comalls de Paulet i de la Mata i per l'esquerra el de Sant Esteve. Entre Tuïr d'Èvol i Èvol rep per l'esquerra el Còrrec de Riell, de llarg recorregut, que reuneix el Comall dels Torrents, el de Riell, el del Poll, e la Trugeta i el de Roca Corba. A l'alçada del poble d'Èvol rep per la dreta el Comall d'Ocellons i el de Francol, i de seguida per l'esquerra, travessant l'extrem meridional d'aquest poble, el Comall dels Mitjans.
Passat Èvol comença el tram final de la Ribera d'Èvol. Aigua avall del poble esmentat, rep per la dreta el Comal del Quinsà, per l'esquerra el de les Fontetes, per la dreta el de Torrassa i alhora per l'esquerra el de les Comes (segon d'aquest mateix nom), després per la dreta el de Vallareres, tot seguit per la dreta el d'Orellà i alhora per l'esquerra els dos dels Terrers, encara després encara per l'esquerra el del Baus, o Bauç, de Polles, i al cap d'una mica per la dreta el de l'Església i el de Fontanilles. Després d'un tram on el riu fa una ampla girada cap al sud-est, i ja a l'extrem de ponent del poble d'Oleta, rep per la dreta la Ribera de Cabrils, que prové del terme d'Orellà, i de seguida s'aboca en la Tet en el Pont de Cerdanya.
Fora de tot aquest sistema a l'entorn de la Ribera d'Èvol, cal esmentar uns còrrecs que baixen directament a la Tet a l'extrem sud-oest del terme d'Oleta i Èvol: Còrrec de l'Oliu, Còrrec dels Plandors i Còrrec de la Garriga; del nord del poble d'Oleta davallen el Torrent de la Font, amb el Còrrec de les Comelles, i el Torrent de Marcocell. I ja a l'extrem sud-est del terme s'aboquen directament en la Tet el Còrrec de la Llobatera, que aporat també el Comall del Pi, el Comall de Santa Coloma i el Torrent de Cleranell, que provenen, tots dos, de Jújols. Finalment, just a l'extrem sud-est de la comuna, procedent del sud, hi ha el Torrent de Sant Cugat (popularment, de Sant Culgat).

#### Canals d'irrigació
En aquest terme hi ha un bon nombre de canals de reg; molts d'ells sínicien aquí i continuen en els termes veïns del costat de llevant. Hi ha el Rec de Castelló, el de la Baga, o de Tuïr, el de la Bastida, el de la Manlleu, el de la Plaça, a Èvol, el de la Vila, el del Bac de Joncet, el de l'Hivernal, el del Molí, o del Molí d'Èvol, el del Ros, el de Terranera, el de Jújols, el de Serdinyà, o del Solà, el dels Comalls, el Rec Nou, o Rec Nou d'Èvol, o de les Feixes i el Rec Nou de la Vila. Cal esmentar també la conducció forçada d'aigua de l'extrem sud-oest del terme.

### Orònims
Alguns dels topònims del terme d'Oleta i Èvol reflecteixen indrets geogràfics i formes de relleu específics, com obagues: Bac de Font de Mill, Bac de la Garriga, Bac del Barzer, Bac de l'Encantada, Bac de Lladorses, Bac del Quinsà, Bac del Reganet, Bac dels Carboners, Bac dels Pudents, Bac de Tuïr i Bac Ramatxet; balços: el Balç (pronunciat Bauç) de Polles; boscs: Bosc Comunal d'Oleta, Bosc de Bones, Bosc de Campilles, Bosc de la Pinosa, Bosc dels Fraus, Bosc de Pinosell i Bosc d'Escotó; clots: Clots del Gorg i Clots d'en Beç; colls: Collada del Gorg Negre, Collada d'en Potis, Coll Diagre, Coll de Portus; comes: la Coma, la Coma de Campilles, la Coma del Fornàs, els Comalls, les Comelles Altes, les Comelles Baixes, les Comes, la Cometa; muntanyes: Cim del Pla de la Valleta, Mont Coronat, el Pic de la Creu, el Puig de la Pelada, el Puig del Gorg, el Puig de Passaduc, el Pic o Puig d'Escotó; plans: el Pla de l'Arca (nom ja antic), el Pla de la Roca, el Pla de la Valleta, el Pla del Gorg, el Pla de l'Orri, el Pla de Mont Coronat, el Pla de Tuïr, el Planell de Bordol, el Planell de Miquel i Planell Llobí; roques específiques: Roca Corba, Roca de l'Eixart, Roca del Duc, Roca Roja (dues de diferents), Roca Senyalada, Roca de Cantallops, Roca de Font Sabiola, Roca de Guillem Riu, Roc de l'Abeurador de Cleranell, Roc de la Coma del Fornàs, Roc de la Francol, Roc de la Galderica, Roc de la Jaça d'en Grau, Roc de l'Àliga, Roc de la Llobatera, Roc de la Mollera, Roca de la Torrella, Roc de la Secallosa, Roc de la Serra, Roc de la Serra de Coma Madrona, Roc del Bac de la Font de Mill, Roc del Bac del Barzet, Roc del Barri d'en Naudi, Roc del Camp de Josep Hulló, Roc del Camp de la Pujola, Roc del Cim del Pas de la Roca, Roc del Coll Diagre, Roc del Frau del Moliner, Roic del Lloser, Roc del Mig, Roc del Mont Coronat, Roc de l'Oliu, Roc de l'Ós, Roc del Planell de Miquel, Roc del Puig de la Roca, Roc del Quinsà, Roc dels Carboners, Roc dels Clots del Gorg, Roc dels Comalls, Roc o Creu del Serrat de l'Home, Roc del Serrat de l'Oller, Roc del Serrat d'Ocellons, Roc dels Moros, Roc del Solà de Catlles, Roc del Solà del Mig, Roc del Solà de Molleres, Roc del Sorrar de Jaulent, Roc del Xiorre, Roc de Maria, Roc d'en Bordo, Roc d'en Fetbalt, Roc de Pilars, Roc Foradat, Roques Blanques i la Roqueta; serres i serrats: la Serra, Serra de Coma Madrona, Serra de la Pelada, Serra del Bosc dels Clots d'en Beç, Serrat de Fonts, Serrat de la Font de Mills, Serrat del Camp del Pas, Serrat del Lloser, Serrat de Trensanes, Serrat d'Ocellons i Serrat Gallifer, i solanes: Solà de la Garriga, Solà de la Major, Solà de la Valleta, Solà del Marginès, Solà del Mig, Solà del Peiró, Solà del Plet, Solà del Vinyer, Solà de Serra, Solà d'Espinacalç i Solà d'Espolla.

### El terme comunal
Els indrets específics i partides del terme d'Oleta i Èvol són les Argiles, les Agulles, els Barols, el Barri de l'Ós, el Barri Gran, els Bacs de Decantació, la Bastida, Bertí, Bià, Biga Tremolosa, Biot, Bones, Caçafam, el Camp Cremat, el Camp de la Serra, el Camp del Pas, Campilles, el Camp Ponsil, els Camps de Batlle, els Camps de Pujol, els Camps de Vigó, Canc, Cantallops, el Capdamunt de la Garriga, el Carreret, Cogulls, les Corts d'Avall, les Envolades de Pibauc, Escopeteta, Escotó, la Feixa d'en Maria, les Feixes, Font Freda, Font Llebeja, Font Rodona, les Fonts, Font Sabiola, el Fornàs, Francol, els Fraus, la Fusteria, la Garriga, la Garriga de Ponç, la Garrigueta, Gassols, l'Home, la Jaça del Josepó, la Jaça del Ros, la Jaça d'en Cama, o d'en Margall, la Jaça d'en Cristau, o d'en Truquet, les Jaces del Passant, les Jaces de Morgó, Lladorses, la Llissa de la Font de les Dous, la Llissa del Passant, la Llissa del Roc, la Llissa Grossa, la Llissa Rosta, les Llisses, els Llosers, Llunyà, el Mallol, el Malpàs, la Manlleu, Marcocell, la Merlussera, Millar, Millarers, la Molina, les Molleres, les Molleres del Pla de l'Orri, Morgó, la Mort del Mercader, la Muntanya d'Escotó, Passaduc, la Pelada, Pinosell, la Polsobirana, la Poma, Ponç, Pont de Cerdanya, Pont de Font Llebeja, Pont de la Llosa, Pont de la Vernogadera, Pont de les Agulles, el Pont, la Por Blanca, la Portalada, Prats, Prats de Castellar, Prats de la Cort, els Prats del Ferrador, el Ras, el Reposador de Xoixa, les Saleres d'en Biró, la Salvera, Sant Esteve, la Secallosa, Segonió, Senalleva, els Tallats, les Tarteres del Gorg, les Teixoneres, Terranera, els Terrers, el Torrent de la Font, Tortelles, la Tosca, la Tremolosa, Trensanes, la Valleta, la Vinya de Gassols i la Vinya del Miàs. Són noms ja antics, en desús, la Vinya del Bordo i la Vinya del Bosc. Alguns topònims corresponen a senyals termenals, com la Font de la Grevolosa, la Pedra Moladora, el Piló del Puig d'Escotó, Roca de l'Eixart, Roca Senyalada, Roca de Cantallops, Roca de Font Sabiola, Roca de Guillem Riu, Roc de l'Abeurador de Cleranell, Roc de la Coma del Fornàs, Roc de la Francol, Roc de la Llobatera, Roc de la Mollera, Roca de la Torrella, Roc de la Secallosa, Roc de la Serra, Roc de la Serra de Coma Madrona, Roc del Bac de la Font de Mill, Roc del Bac del Barzet, Roc del Barri d'en Naudi, Roc del Camp de Josep Hulló, Roc del Camp de la Pujola, Roc del Cim del Pas de la Roca, Roc del Coll Diagre, Roc del Frau del Moliner, Roic del Lloser, Roc del Mont Coronat, Roc de l'Oliu, Roc del Planell de Miquel, Roc del Puig de la Roca, Roc del Quinsà, Roc dels Carboners, Roc dels Clots del Gorg, Roc dels Comalls, Roc o Creu del Serrat de l'Home, Roc del Serrat de l'Oller, Roc del Serrat d'Ocellons, Roc del Solà de Catlles, Roc del Solà del Mig, Roc del Solà de Molleres, Roc del Sorrar de Jaulent, Roc del Xiorre, Roc de Maria, Roc d'en Fetbalt, Roc de Pilars i Roc Foradat.

## Transports i comunicacions
El poble d'Oleta està molt ben comunicat, atès que el terme es troba al fons de la vall de la Tet, per on circulen les carreteres principals de la comarca, a més de la via del ferrocarril.

### Carreteres
En primer lloc, la carretera N - 116 (Perpinyà - la Guingueta d'Ix), la carretera que fa d'enllaç bàsic del Conflent, que, venint de Perpinyà, té forma d'autovia fins a prop de Bulaternera. Aquesta carretera, que passa ran de la riba dreta de la Tet fins a Vilafranca de Conflent, permet arribar a Perpinyà en 60 quilòmetres; és a 9,4 quilòmetres de Vilafranca de Conflent, a 15,4 de Prada, a 26 de Vinçà, d'una banda (cap a llevant), citant només algunes de les poblacions, i a 40 de la Guingueta d'Ix, a 18,9 de Montlluís, de l'altra (cap a ponent). Aquesta carretera ressegueix el traçat de l'antiga Via Confluentana medieval i possiblement romana.
D'Oleta parteixen dues carreteres locals: la D - 4 (Oleta - Matamala), carretera amb moltes variants, que uneix Oleta i la carretera general amb tots de pobles: Orellà (carretera D - 4b), Orellà (D - 4b), Aiguatèbia i la Llaguna (D - 4c), Talau (D - 4d), Censà (D - 4e), Caudiers de Conflent (D - 4f), Ralleu i Matamala. Aquesta carretera mena fins a Èvol i Tuïr d'Èvol a través de la variant D - 4a en 3 quilòmetres.
També hi ha la D - 57 (Nyer - Jújols, que uneix en 5 quilòmetres cap al nord-est Oleta i Jújols, i cap al sud-est, Oleta amb Marians (per la variant D - 57a), en 7 quilòmetres, Soanyes (per la variant D - 57b), en 9, i Nyer, en tres quilòmetres.

### Ferrocarril
Dins de la línia del Tren Groc, Oleta, amb Canavelles, té estació de tren, l'Estació d'Oleta-Canavelles, de la línia Vilafranca de Conflent - la Tor de Querol. És la línia 12 TER Llenguadoc Rosselló. Aquesta línia entra en el terme d'Oleta i Èvol a la Bastida d'Oleta, i al cap de 1.226 metres torna a canviar de riba, respecte de la Tet, a través d'un pont de 29 metres de llargària, de manera que continua un bon tram per la riba esquerra del riu. Després de 885 metres, el Tren Groc arriba a l'estació d'Oleta i Canavelles; abans, però, la via fèrria trepitja 235 metres del terme de Soanyes. Superada l'estació d'Oleta i Canavelles, continua per la riba esquerra de la Tet durant 717 metres, fins al pont de 22 metres de llarg a través del qual retorna a la riba dreta del riu, just al límit amb el terme de Soanyes. Abans d'aquest pont, però, es troba una galeria de 52 m de llargària per a prevenció d'allaus.

### Transport públic col·lectiu
Oleta disposa de la línia 260, que uneix Perpinyà amb la Cerdanya passant per Prada, fins on es directa des de la capital del Rosselló, Rià, Vilafranca de Conflent, Serdinyà, Oleta, Toès, Fontpedrosa, Fetges, Montlluís, Bolquera, Font-romeu, Èguet, Targasona, Angostrina, Vilanova de les Escaldes, Ur, Enveig, la Tor de Querol, la Cabanassa, Sallagosa, Er, Naüja, Oceja, la Guingueta d'Ix, Ur (fent un bucle a l'Alta Cerdanya), Enveig, la Tor de Querol, Porta i Portè. Aquesta línia circula de dilluns a dissabte amb quatre serveis diaris en direcció a la Cerdanya i cinc en direcció a Perpinyà, més un servei diari extra divendres i dissabte i tres serveis en cada direcció el diumenge. Oleta és a uns 10 minuts de Vilafranca de Conflent, a un quart d'hora de Prada, i a cosa d'una hora i quart de Perpinyà, també depenent de la parada cap a llevant; en l'altra direcció, és a una mitja hora de Montlluís.
Èvol, en canvi, només disposa del TAD (Transport à la demande), com tots els altres pobles petits del Conflent.

### Els camins del terme
Atesa l'orografia del terme d'Oleta i Èvol, hi ha pocs camins que l'enllacin amb els pobles i termes veïns: el Camí d'Orellà des de Tuïr d'Èvol, el Camí d'Orellà des d'Èvol, el Camí Vell, o Ruta Vella, de Montlluís, la Ruta de Jújols, la Ruta de Montlluís, la Ruta de Prada i el Torn del Coronat. A part, hi ha els camins interiors del terme: Camí de Bià, Camí de Cabrils al Pont Nou, Camí de la Baga, Camí de la Bassa (a Èvol), Camí de la Serra, Camí del Bosc, Camí del Bosc d'Escotó, Camí de les Feixes, Camí del Llevador, Camí del Rec de la Vila, Camí d'Èvol, Camí d'Oleta, Camí Ramader de la Valleta, abans Camí de la Valleta, Carrerada del Vinyer, Pista Forestal, Ruta de la Molina, Ruta d'Èvol, i la Tira, o Tira d'Oleta.

## Activitats econòmiques
En el terme d'Oleta i Èvol hi ha cinquantena d'hectàrees dedicades a l'activitat agrícola, en una quinzena d'explotacions; la major part són a la vora de la Tet. A la resta del terme són totes dedicades a farratges (unes 15 ha). Les de la vora del riu són sobretot arbres fruiters (albercoquers, principalment), vinya, hortalisses i tot just una hectàrea de cereals. La cabana ramadera està formada per bestiar cabrum (més de 150 caps), una trentena de bestiar boví i menys de mitja dotzena d'oví.
La principal activitat industrial és una central elèctrica a la Tet, amb una potència de 12000 kW. Fins que va cessar l'activitat la mina de fluorita d'Escaró, al costat de ponent de la Bastida d'Oleta hi havia la fàbrica Comifluor, que produïa espat flúor per a la fabricació d'alumini. Avui dia no queden ni les restes, d'aquesta fàbrica.
Oleta té una certa activitat comercial i de serveis, atès que fa de petita capital dels pobles de l'Alt Conflent, la major part dels situats entre Serdinyà, Montlluís i el Capcir.

## Història

### Edat mitjana
La història medieval d'Oleta i Èvol està molt lligada al Vescomtat d'Èvol i del castell del mateix nom. El poble d'Èvol i la seva parròquia de Sant Andreu eren, de fet el centre des dels diversos conceptes (econòmic, social, polític i religiós), mentre que Oleta no passava gaire de ser un conjunt d'hostals de camí i cases la principal activitat de les quals era l'agricultura, a part del molí documentat ja el 878 com a pertinença de Sant Andreu d'Eixalada, que després passà a mans de Sant Miquel de Cuixà.
Oleta es començà a desenvolupar gràcies a l'activitat de les fargues de la comarca. La seva posició estratègica al peu de la Via Confluentana hi va fer néixer magatzems i una certa activitat menestral preindustrial.

### Edat Moderna
Va ser sobretot a partir del segle xvi s'hi van desenvolupar obradors tèxtils, de fusteria, ferrers, teixidors, molins, hostals, etc, i Oleta es va començar a consolidar en detriment d'Èvol, que comença la seva decadència, malgrat oferir una forta resistència que es convertí en una rivalitat creixent entre els dos pobles. El pas del temps decantà a favor d'Oleta la situació de domini, fins al punt que s'hi va traslladar la parròquia l'any 1603.

### Edat Contemporània
Creades les comunes d'Oleta i d'Èvol a ran de la constitució de les noves comunes derivades dels canvis administratius implantats després de la Revolució Francesa, el 1822 Èvol fou annexionat a Oleta. El terme utilitzat és Oleta i Èvol (Oleta - Èvol), però molt sovint la comuna és anomenada simplement Oleta.

## Demografia

### Demografia antiga
La població està expressada en nombre de focs (f) o d'habitants (h)
| 14 f | 116 f | 67 f | 553 h | 170 f | 130 f |

(Fonts: Pélissier, 1986.)

### Demografia contemporània
| Evolució de la població |      |      |      |       |       |       |       |       |
| 1793                    | 1800 | 1806 | 1821 | 1831  | 1836  | 1841  | 1846  | 1851  |
| 610                     | 581  | 623  | 659  | 1.069 | 1.133 | 1.204 | 1.268 | 1.286 |

| 1856  | 1861  | 1866  | 1872 | 1876  | 1881  | 1886 | 1891 | 1896 |
| ----- | ----- | ----- | ---- | ----- | ----- | ---- | ---- | ---- |
| 1.081 | 1.012 | 1.042 | 997  | 1.053 | 1.017 | 985  | 983  | 935  |

| 1901 | 1906 | 1911 | 1921 | 1926 | 1931 | 1936 | 1946 | 1954 |
| ---- | ---- | ---- | ---- | ---- | ---- | ---- | ---- | ---- |
| 918  | 912  | 942  | 808  | 701  | 670  | 656  | 698  | 622  |

| 1962 | 1968 | 1975 | 1982 | 1990 | 1999 | 2004 | 2009 | 2014 |
| ---- | ---- | ---- | ---- | ---- | ---- | ---- | ---- | ---- |
| 616  | 680  | 544  | 532  | 447  | 345  | 402  | 389  | 383  |

| 2015 |
| ---- |
| 376  |

Fonts: Ldh/EHESS/Cassini fins al 1999, després INSEE a partir deL 2004

### Evolució de la població

Població 1962-2008

## Administració i política

### Batlles
| Alcalde            | Període                       |
| ------------------ | ----------------------------- |
| Vincent Bobo       | 1953-1971                     |
| Blanche Vidal      | 1971-1977                     |
| Alain Nunez        | 1977 - 1989                   |
| Jean-Pierre Calvet | 1989 - Març del 2001          |
| Jean-Louis Jallat  | Març del 2001 - Moment actual |

### Legislatura 2014 - 2020

#### Batlle
- Jean-Louis Jallat.

#### Adjunts al batlle[8]
- 1a: Maddy Darné
- 2n: Serge Nogués
- 3r: Michel Faure.

#### Consellers municipals
- Béatrice Canjuzan
- Elisabeth Ghelfi
- Yves Guillaume
- Sébastien Ribot
- Patricia Servier
- Josiane Thomas
- Michel Trogno.

### Adscripció cantonal

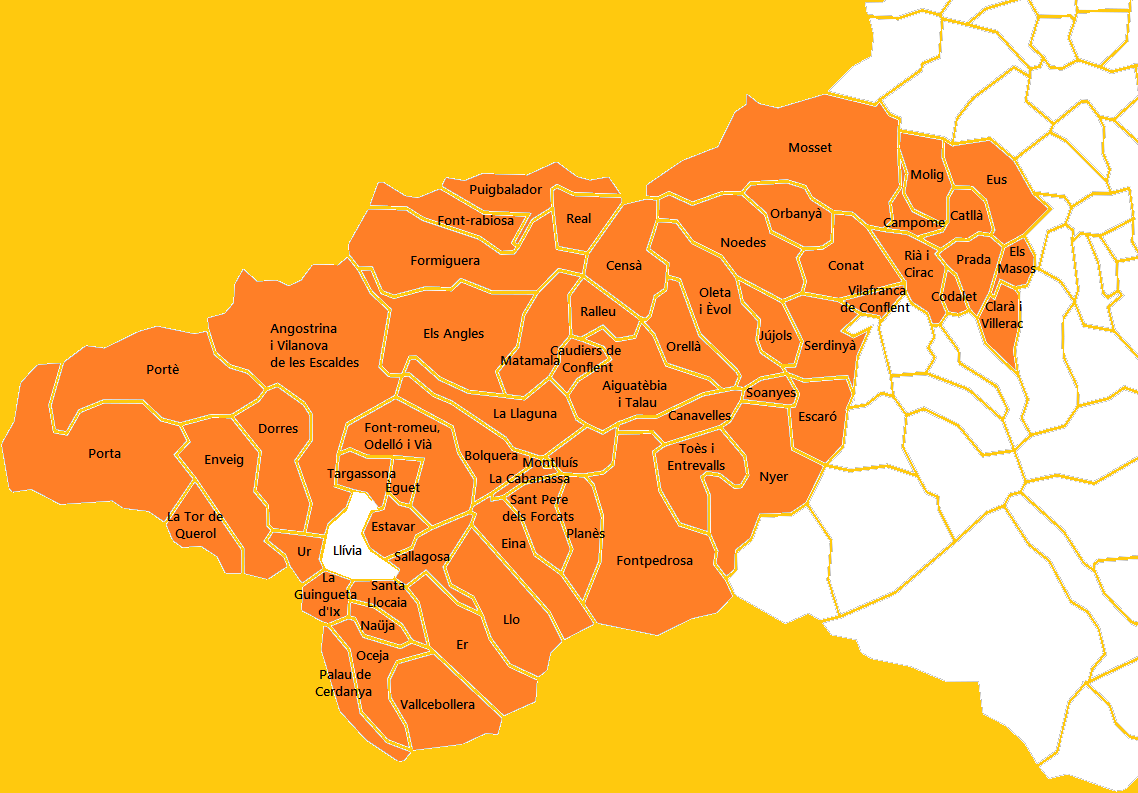
Mapa del Cantó dels Pirineus Catalans

A les eleccions cantonals del 2015 Oleta i Èvol ha estat inclòs en el cantó número 13, dels Pirineus Catalans, que inclou els pobles d'Angostrina i Vilanova de les Escaldes, Bolquera, Dorres, Èguet, Eina, Enveig, Er, Estavar, Font-romeu, Odelló i Vià, la Guingueta d'Ix, Llo, Naüja, Oceja, Palau de Cerdanya, Porta, Portè, Sallagosa, Santa Llocaia, Targasona, la Tor de Querol, Ur i Vallcebollera, de la comarca de l'Alta Cerdanya, els Angles, Font-rabiosa, Formiguera, Matamala, Puigbalador i Ral, de la del Capcir, i les viles de Montlluís, Prada i Vilafranca de Conflent i els pobles d'Aiguatèbia i Talau, la Cabanassa, Campome, Canavelles, Catllà, Caudiers de Conflent, Censà, Clarà i Villerac, Codalet, Conat, Escaró, Eus, Fontpedrosa, Jújols, la Llaguna, Els Masos, Molig, Mosset, Noedes, Nyer, Oleta i Èvol, Orbanyà, Orellà, Planès, Ralleu, Rià i Cirac, Sant Pere dels Forcats, Sautó, Serdinyà, Soanyes i Toès i Entrevalls, de la del Conflent, amb capitalitat a Prada. Són conselleres per aquest cantó Jean Castex i Hélène Josende, de la Unió de la Dreta.

### Serveis comunals mancomunats
Oleta i Èvol forma part de la Comunitat de comunes de Conflent - Canigó, amb capitalitat a Prada, juntament amb Prada, Arboçols, Campome, Campossí, Canavelles, Castell de Vernet, Catllà, Clarà i Villerac, Codalet, Conat, Cornellà de Conflent, Escaró, Espirà de Conflent, Estoer, Eus, Finestret, Fillols, Fontpedrosa, Fullà, Jóc, Jújols, Marqueixanes, els Masos, Mentet, Molig, Mosset, Noedes, Nyer, Orbanyà, Orellà, Pi de Conflent, Rià i Cirac, Rigardà, Saorra, Serdinyà, Soanyes, Sornià, Tarerac, Taurinyà, Toès i Entrevalls, Trevillac, Vallestàvia, Vallmanya, Vernet, Vilafranca de Conflent i Vinçà.

## Ensenyament i Cultura
En el poble d'Oleta hi ha una escola pública, el Grup Escolar Léon Blum, que serveix els nois i noies d'Oleta, Èvol, i molts procedents dels pobles veïns (Jújols, Soanyes, Nyer, etcètera). S'hi imparteixen els nivells de maternal i primària elemental, mentre que per als nivells superiors, per a secundària cal anar als col·legis de Prada o Font-romeu i, per al batxillerat, als liceus d'aquestes dues mateixes poblacions.
Hi ha una biblioteca pública, mentre que per als serveis de mediateca, cal anar a la de Prada. Pel que fa a associacions, n'hi ha fins a dinou, de finalitats diverses, algunes d'elles dedicades a la valoració del patrimoni històric comunal, com Èvol la Médievale, Castell d'Èvol i Patrimoine PHARC.

## Personatges lligats a la comuna
- Ludovic Massé